# Хонатан Соріано
Хонатан Соріано (ісп. Jonathan Soriano, нар. 24 вересня 1985, Ал-Понт-да-Білумара-і-Рукафор) — іспанський футболіст, нападник клубу «Ред Булл».
Виступав в іспанській Ла Лізі за клуб «Еспаньйол», вихованцем якого він і є, а також за ряд нижчолігових іспанських клубів та національну збірну Каталонії. З 2012 року грав у австрійському «Ред Буллі», з яким є триразовим чемпіоном Австрії та триразовим володарем Кубка Австрії, а також ставав найкращим бомбардиром чемпіонату Австрії (тричі), кубку Австрії та Ліги Європи.

## Клубна кар'єра

### Виступи в Іспанії
Народився 24 вересня 1985 року в місті Ал-Понт-да-Білумара-і-Рукафор. Вихованець футбольної школи клубу «Еспаньйол». Пройшовши через усі молодіжні команди «Еспаньйола», Хонатан дебютував за першу команду 1 грудня 2002 року, вийшовши на заміну в матчі з «Райо Вальєкано». Після цього він грав виключно за «Еспаньйол Б» у третьому за рівнем дивізіоні Іспанії, і знову з'явився в першій команді лише в сезоні 2004/05. Тоді він провів сім матчів і забив свій перший м'яч за «Еспаньйол».
В січні 2006 року Хонатан був відданий в оренду в «Альмерію», до кінця сезону, забивши 6 голів у 17 матчах Сегунди. Після повернення в «Еспаньйол» Соріано знову нее зміг закріпитись в команді, зігравши до кінця року лише по одній грі в чемпіонаті і кубку, через що на початку 2007 року був відданий в оренду до кінця сезону в інший клуб Сегунди «Полідепортіво».
Влітку 2007 року Соріано знову повернувся в «Еспаньйол» і провів за нього півтора сезони, але забив лише два м'ячі в чемпіонаті (в 31 матчі) і один у кубку (в 8 матчах). Після цього на початку 2009 року футболіста знову було віддано в оренду, цього разу в «Альбасете», що також виступав у Сегунді. Повернувшись в «Еспаньйол» влітку того ж року, Хонатан не став продовжувати свій контракт і покинув клуб на правах вільного агента.
В липні 2009 року гравець перейшов у другу команду «Барселони», яка грала тоді в третій лізі Іспанії. З «Барсою-Б» нападник піднявся в Сегунду, ставши одним з найкращих бомбардирів в Сегунді-Б. У новому сезоні 2010/11 він став найкращим бомбардиром Сегунди, забивши 32 м'ячі. Наступний сезон Хонатан знову починав в «Барселоні-Б», але взимку перейшов в австрійський «„Ред Булл“ (Зальцбург)» за 700 000 фунтів. За основну команду «Барселони» зіграв один матч у розіграші кубка Іспанії 2009/10, в матчі проти команди «Культураль Леонеса» замінивши Хеффрена на 84 хвилині.
Коли у Соріано завершувався контракт з «Барселоною», його намагалися підписати львівські «Карпати», однак гравець попросив зарплату у 500 тисяч євро на рік, а також разову виплату в 600 тисяч євро, що виявилося неприйнятним для українського клубу.

### Ред Булл Зальцбург

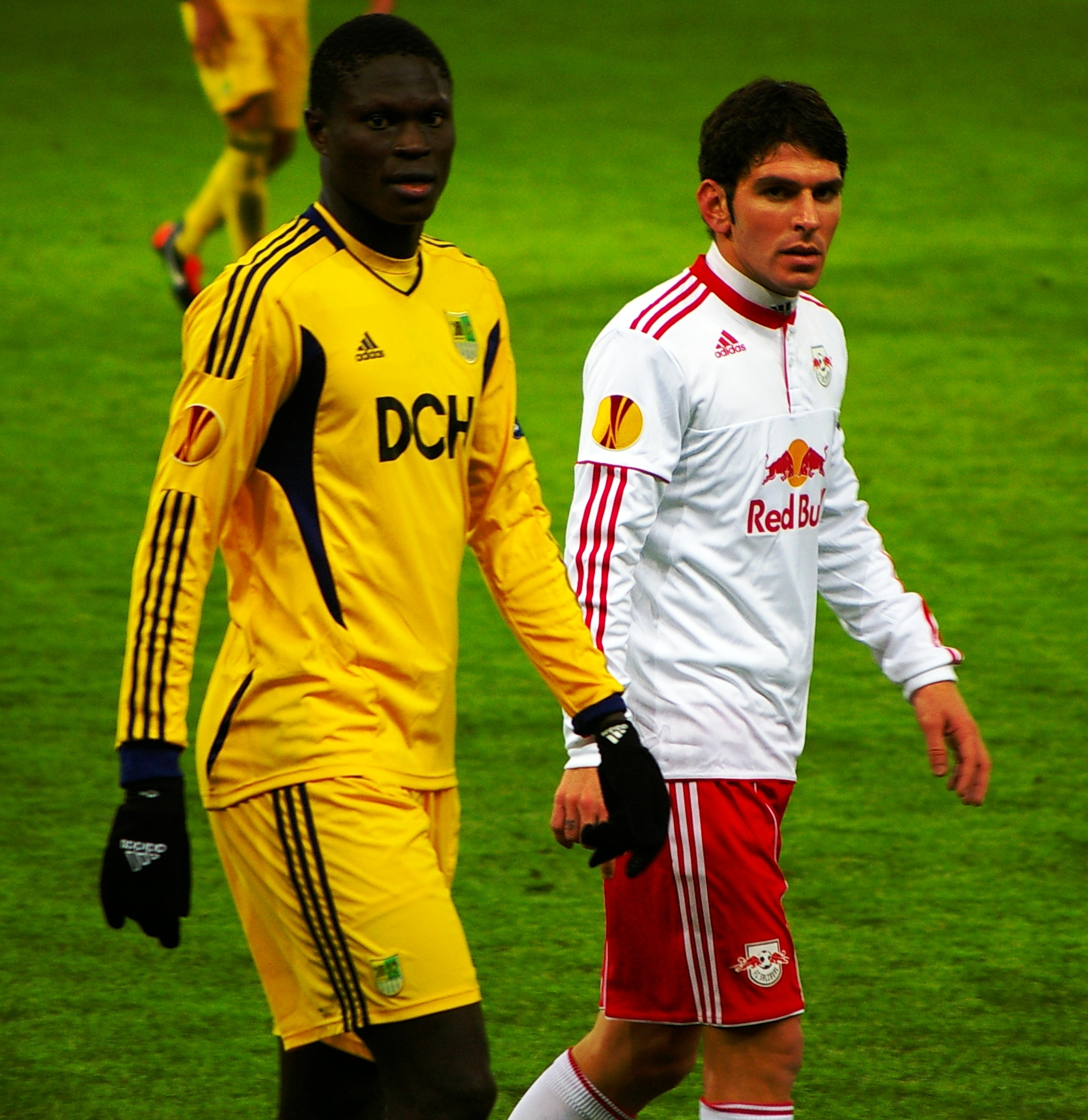
Хонатан Соріано (праворуч) проти Папи Гує в матчі Ліги Європи. 16 лютого 2012

19 січня 2012 року Хонатан Соріано перейшов в австрійський футбольний клуб «Ред Булл Зальцбург». Сума трансферу склала 700,000 фунтів стерлінгів.. Свій дебютний матч Хонатан провів 7 березня в Чемпіонаті Австрії 2011/2012 проти клубу «Ваккер», що закінчився з рахунком 1:1. Хонатан грав на позиції центрального форварда і відіграв всі 90 хвилин. Свій перший м'яч Соріано забив 21 березня 2012 року в матчі Чемпіонату Австрії проти «Вінер-Нойштадта». Матч закінчився перемогою «Ред Булла» з рахунком 2:1. Сезон Хонатан завершив з десятьма матчами і п'ятьма голами в Чемпіонаті Австрії, а клуб зробив золотий дубль, вигравши національний чемпіонат і кубок.
У новому сезоні 2012/13 Соріано став грати на позиції центрального нападника. У Чемпіонаті Австрії Хонатан провів 33 поєдинки (з 36 можливих, ще три пропустив через травму) і забив 26 голів. У Бундеслізі Соріано забив сім дублів у ворота суперників, а також зробив один хет-трик, свій перший за новий клуб: 20 квітня 2013 року у ворота «Вольфсберга» (6:2). А також віддав сім гольових передач. І ще забив три голи в Кубку Австрії.
У сезоні 2013/14 Соріано з 31 голом в 28 матчах став найкращим бомбардиром і Чемпіонату Австрії і допоміг команді виграти трофей. Також того сезону з 11 голами в 9 матчах став найкращим бомбардиром Ліги Європи. Також його п'ять голів у чотирьох матчах Кубка Австрії, в тому числі і дубль у фіналі проти «Санкт-Пельтена» (4:2), допомогли команді виграти і цей трофей. Всього за сезон він зробив два хет-трики в Лізі Європи, чотири хет-трики у Чемпіонаті Австрії та один хет-трик у Кубку Австрії. Також Соріано відзначився тим, що забивав у семи поспіль матчах Бундесліги.
Новий сезон 2014/15 Хонатан розпочав з п'яти голів, забитих 10 серпня 2014 року в матчі чемпіонату Австрії проти «Гредіга». Всього ж за сезон він забив 31 гол у 32 матчах і другий рік поспіль став найкращим бомбардиром та переможцем Бундесліги. Також його 7 голів у кубку Австрії дозволили стати найкращим бомбардиром турніру, а гол Хонатана у овертаймі фіналу віденської «Аустрія» приніс його команді черговий трофей. В сезоні 2015/16 знову, утретє поспіль, став найкращим голеодором австрійської першості, цього разу йому вистачило 21 гола. Наразі встиг відіграти за команду із Зальцбурга 134 матчі в національному чемпіонаті, в яких 113 разів вражав ворота суперників.

## Виступи за збірні
2001 року дебютував у складі юнацької збірної Іспанії. 2002 року у її складі брав участь в юнацькому (U-17) чемпіонаті Європи, де іспанці зайняли 4 місце, а Соріано з 7 голами став найкращим бомбардиром турніру. Всього за три роки Хонатан взяв участь у 17 іграх на юнацькому рівні, відзначившись 18 забитими голами.
2005 року залучався до складу молодіжної збірної Іспанії на молодіжний чемпіонат світу з футболу, де іспанці дійшли до чвертьфіналу, а Соріано зіграв у трьох матчах і забив один гол. Того ж року у складі збірної до 21 року провів 4 матчі у відборі на Євро-2005, в яких забив 5 голів (покер у ворота «молодіжки» з Сан-Марино та гол у ворота однолітків з Литви). Всього на молодіжному рівні зіграв у 8 офіційних матчах, забив 9 голів.
2004 року дебютував в офіційних матчах у складі національної збірної Каталонії. Наразі провів у формі головної команди країни 6 матчів, забивши 1 гол.

## Статистика виступів

### Статистика клубних виступів
Станом на 28 вересня 2015 року
| Сезон                   | Клуб                    | Чемпіонат               | Чемпіонат | Чемпіонат | Національний кубок | Національний кубок | Національний кубок | Континентальні кубки | Континентальні кубки | Континентальні кубки | Суперкубок | Суперкубок | Суперкубок | Усього | Усього |
| Сезон                   | Клуб                    | Ліга                    | Ігор      | Голів     | Ліга               | Ігор               | Голів              | Ліга                 | Ігор                 | Голів                | Ліга       | Ігор       | Голів      | Ігор   | Голів  |
| ----------------------- | ----------------------- | ----------------------- | --------- | --------- | ------------------ | ------------------ | ------------------ | -------------------- | -------------------- | -------------------- | ---------- | ---------- | ---------- | ------ | ------ |
| 2000–01                 | «Еспаньйол Б»           | СДВ (ІІІ)               | 1         | 0         | -                  | -                  | -                  | -                    | -                    | -                    | -          | -          | -          | 1      | 0      |
| 2001–02                 | «Еспаньйол Б»           | СДВ (ІІІ)               | 11        | 2         | -                  | -                  | -                  | -                    | -                    | -                    | -          | -          | -          | 11     | 2      |
| 2002–03                 | «Еспаньйол Б»           | СДВ (ІІІ)               | 25        | 9         | -                  | -                  | -                  | -                    | -                    | -                    | -          | -          | -          | 25     | 9      |
| 2003–04                 | «Еспаньйол Б»           | СДВ (ІІІ)               | 16        | 6         | -                  | -                  | -                  | -                    | -                    | -                    | -          | -          | -          | 16     | 6      |
| 2005–05                 | «Еспаньйол Б»           | СДВ (ІІІ)               | 17        | 15        | -                  | -                  | -                  | -                    | -                    | -                    | -          | -          | -          | 17     | 15     |
| Усього за «Еспаньйол Б» | Усього за «Еспаньйол Б» | Усього за «Еспаньйол Б» | 70        | 32        |                    | -                  | -                  |                      | -                    | -                    |            | -          | -          | 70     | 32     |
| 2002–03                 | «Еспаньйол»             | ПД                      | 1         | 0         | КІ                 | 0                  | 0                  | -                    | -                    | -                    | -          | -          | -          | 1      | 0      |
| 2004–05                 | «Еспаньйол»             | ПД                      | 7         | 1         | КІ                 | 0                  | 0                  | -                    | -                    | -                    | -          | -          | -          | 7      | 1      |
| 2005–06                 | «Еспаньйол»             | ПД                      | 3         | 0         | КІ                 | 2                  | 2                  | КУЄФА                | 3                    | 0                    | -          | -          | -          | 8      | 2      |
| 2005–06                 | «Альмерія»              | СД (ІІ)                 | 17        | 6         | КІ                 | -                  | -                  | -                    | -                    | -                    | -          | -          | -          | 17     | 6      |
| 2006–07                 | «Еспаньйол»             | ПД                      | 1         | 0         | КІ                 | 1                  | 0                  | КУЄФА                | 0                    | 0                    | СІ         | 0          | 0          | 2      | 0      |
| 2006–07                 | «Полідепортіво»         | СД (ІІ)                 | 12        | 2         | КІ                 | -                  | -                  | -                    | -                    | -                    | -          | -          | -          | 12     | 2      |
| 2007–08                 | «Еспаньйол»             | ПД                      | 24        | 2         | КІ                 | 3                  | 1                  | -                    | -                    | -                    | -          | -          | -          | 27     | 3      |
| 2008–09                 | «Еспаньйол»             | ПД                      | 7         | 0         | КІ                 | 5                  | 0                  | -                    | -                    | -                    | -          | -          | -          | 12     | 0      |
| Усього за «Еспаньйол»   | Усього за «Еспаньйол»   | Усього за «Еспаньйол»   | 43        | 3         |                    | 11                 | 3                  |                      | 3                    | 0                    |            | -          | -          | 57     | 6      |
| 2008–09                 | «Альбасете»             | СД (ІІ)                 | 11        | 1         | КІ                 | -                  | -                  | -                    | -                    | -                    | -          | -          | -          | 11     | 1      |
| 2009–10                 | «Барселона Б»           | СДВ (ІІІ)               | 32+5      | 18+4      | КІ                 | 1                  | 0                  | -                    | -                    | -                    | -          | -          | -          | 38     | 22     |
| 2010–11                 | «Барселона Б»           | СД (ІІ)                 | 37        | 32        | -                  | -                  | -                  | -                    | -                    | -                    | -          | -          | -          | 37     | 32     |
| 2011–12                 | «Барселона Б»           | СД (ІІ)                 | 10        | 5         | -                  | -                  | -                  | -                    | -                    | -                    | -          | -          | -          | 10     | 5      |
| Усього за «Барселону Б» | Усього за «Барселону Б» | Усього за «Барселону Б» | 79+5      | 55+4      |                    | 1                  | 0                  |                      | -                    | -                    |            | -          | -          | 85     | 59     |
| 2011–12                 | «Ред Булл»              | БЛ                      | 11        | 3         | КА                 | 2                  | 2                  | ЛЄ                   | 2                    | 0                    | -          | -          | -          | 15     | 5      |
| 2012–13                 | «Ред Булл»              | БЛ                      | 33        | 26        | КА                 | 4                  | 3                  | ЛЧ                   | 1                    | 0                    | -          | -          | -          | 38     | 29     |
| 2013–14                 | «Ред Булл»              | БЛ                      | 28        | 31        | КА                 | 4                  | 5                  | ЛЧ+ЛЄ                | 2+9                  | 1+11                 | -          | -          | -          | 43     | 48     |
| 2014–15                 | «Ред Булл»              | БЛ                      | 32        | 31        | КА                 | 5                  | 7                  | ЛЧ+ЛЄ                | 4+8                  | 2+6                  | -          | -          | -          | 49     | 46     |
| 2015–16                 | «Ред Булл»              | БЛ                      | 6         | 6         | КА                 | 2                  | 4                  | ЛЄ                   | 1                    | 1                    | -          | -          | -          | 9      | 11     |
| Усього за «Ред Булл»    | Усього за «Ред Булл»    | Усього за «Ред Булл»    | 110       | 97        |                    | 17                 | 21                 |                      | 27                   | 21                   |            | -          | -          | 154    | 139    |
| Усього за кар'єру       | Усього за кар'єру       | Усього за кар'єру       | 341+5     | 196+4     |                    | 29                 | 24                 |                      | 30                   | 21                   |            | -          | -          | 405    | 245    |

## Титули і досягнення

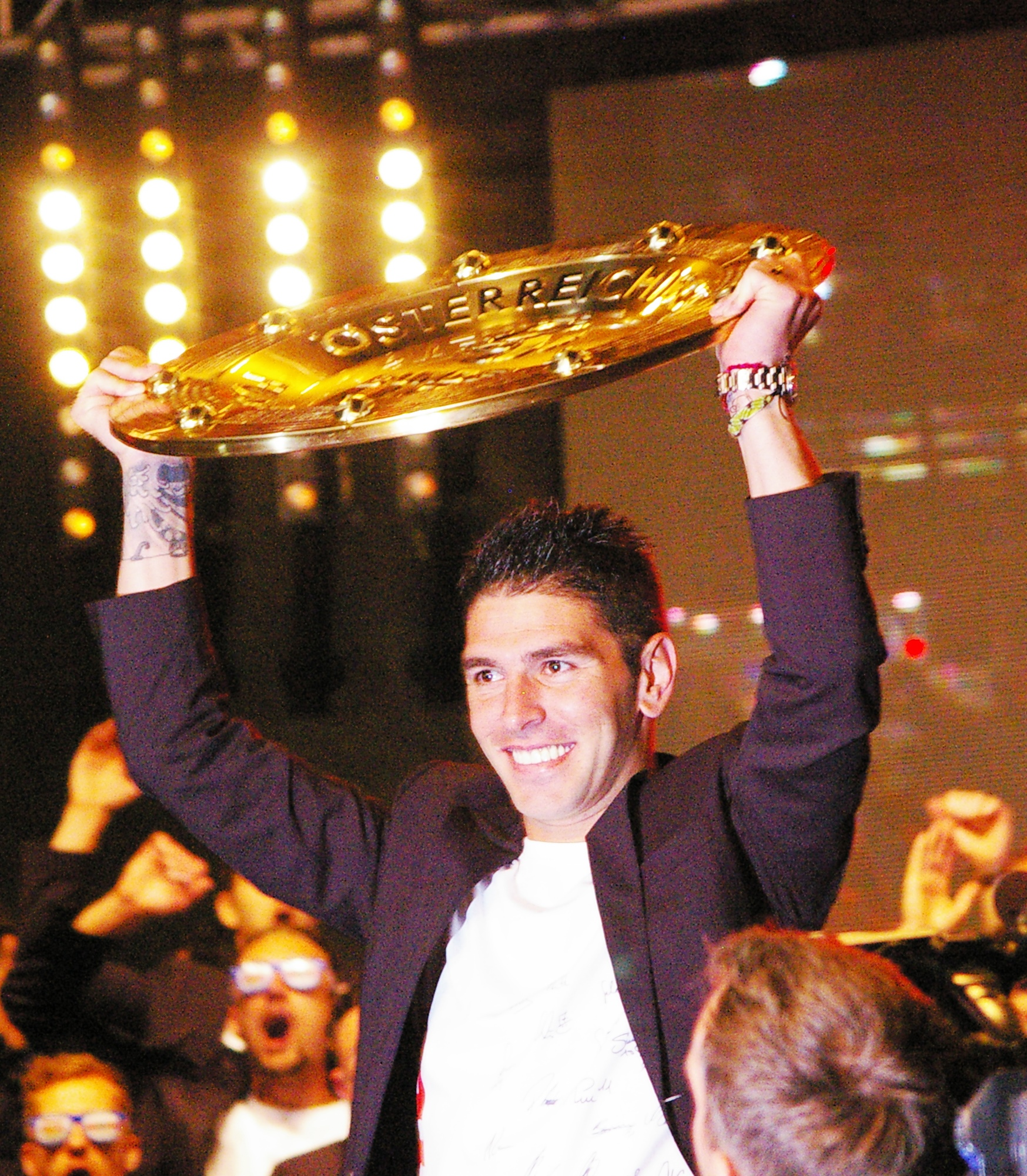
Хонатан Соріано з трофеєм святкує перемогу у чемпіонаті Австрії. 24 травня 2015 року

### Командні
- Володар Кубка Іспанії з футболу (1):

«Еспаньйол»: 2005–06
- Чемпіон Австрії (4):

«Ред Булл»: 2011–12, 2013–14, 2014–15, 2015–16
- Володар Кубка Австрії (4):

«Ред Булл»: 2011–12, 2013–14, 2014–15, 2015–16
- Володар Кубка Китаю (1):

«Бейцзін Гоань»: 2018

### Особисті
- Найкращий бомбардир юнацького (U-17) чемпіонату Європи: 2002 (7 голів)
- Найкращий бомбардир Сегунди: 2010–11 (32 голи) (Трофей Сарри та Трофей Пічічі)
- Найкращий бомбардир Ліги Європи УЄФА: 2013-14 (8 голів)
- Найкращий бомбардир чемпіонату Австрії: 2013–14 (31 гол), 2014–15 (31 гол), 2015–16 (21 гол)
- Найкращий бомбардир Кубка Австрії: 2014-15 (7 голів[7])